# Mike Farrell
Mike Farrell, celým jménem Michael Joseph Farrell, (* 6. února 1939 Saint Paul, Minnesota) je americký herec, režisér, Scenárista, producent a politický a společenský aktivista, jenž se celosvětově proslavil rolí kapitána B.J. Hunnicutta v úspěšném televizním seriálu společnosti CBS M*A*S*H.

## Životopis
Narodil 6. února 1939 v Saint Paul v Minnesotě. Ve věku dvou let se s rodinou přestěhoval do Hollywoodu, kde jeho otec pracoval jako tesař v Hollywoodských ateliérech a Mikeovi se tak naskytla možnost nahlédnutí do světa za zdmi filmového studia a probudila tak jeho zájem o film. Po absolvování Hollywood High School se Mike připojil k námořnictvu. Po propuštění z námořnictva pracoval po několik let jako soukromý detektiv, poté se rozhodl následovat kariéru jako herec. Absolvoval Kalifornskou univerzitu v Los Angeles, kde studoval herectví u Jeffa Coreye. Svůj profesionální debut si odbyl v roce 1961 v divadelní produkci Rain v L.A. Začínal malými rolemi v televizi a ve filmu. V televizi debutoval v epizodě seriálu McHale's Navy v roce 1963, ve filmu vytvořil malé role ve filmech jako The Americanization of Emily (1964), Captain Newman, M.D. (1964) nebo Absolvent (The Graduate; 1967). Zlom v jeho kariéře přišel v roce 1968, když získal roli v mýdlové opeře Tak jde čas (Days of Our Lives; 1965–dosud), kde po dva roky ztvárňoval postavu Scotta Banninga. Následovaly hlavní role ve dvou seriálech: The Interns (1970–1971) a The Man and The City (1971–1972) po boku Anthony Quinna a čtyřletý kontrakt se společností Universal Pictures. V roce 1975 vystřídal Waynea Rogerse v seriálu M*A*S*H a po dalších devět let ztvárňoval kapitána B.J. Hunnicutta. Kromě toho napsal scénář k několika epizodám a několik jich režíroval, což mu přineslo nominace na ceny Director's Guild a Emmy.
Od osmdesátých let se věnuje také produkci. Jeho první zkušenost s produkcí byla na filmu Memorial Day (1983), ve kterém si také zahrál. Na dokumentárním poli, kromě jiného, byl spoluhostitelem show Saving the Wildlife pro PBS, hostitelem The Best of the National Geographic Specials, namluvil komentář k filmům Body Human: Becoming a Man (1981) a na Oscara nominovanému El Salvador: Another Vietnam (1981) a zažil velké dobrodružství při potápění mezi stovky žraloků ve francouzské polynésii pro pořad The World of Audubon. Mike Farrell se objevil také v celé řadě filmů, byl vražedným detektivem v She Cried Murder (1973), zmateným synem Donny Mills, který byl přiveden zpátky k životu ve filmu Live Again, Die Again (1974), manželem Karen Grassle v Battered (1978), s manželkou Shelley Fabares si zahrál ve filmu Memorial Day (1983), který také produkoval. K dalším filmům patří např. Sex and the Single Parent (1979), Hlavní podezřelý (Prime Suspect; 1982), Volby srdce (Choice of the Heart; 1983), Vanishing Act (1986) nebo Incident na temné řece (Incident at Dark River; 1989). V roce 1988 svou manželku režíroval ve filmu Run Till You Fall (1988), ve kterém si jejího manžela zahrál Jamie Farr. Společně s partnerem Marvinem Minoffem založil společnost Farrell/Minoff. Prvním filmem nové společnosti byl Dominick and Eugene (1988) s Tomem Hulcem a Rayem Liottou. Jedním z posledních pak film Doktor Flastr (Patch Adams; 1998) s Robinem Williamsem. Mike Farrell je také prezidentem společnosti Family Motion Pictures, jejímž účelem je vyrábět rodinné filmy. V roce 1998 se objevil na televizní obrazovce v novém seriálu společnosti NBC Providence (Providence; 1999–2002), kde si zahrál veterináře Jima Hansena. V poslední době jej diváci mohli vidět v jedné epizodě oblíbeného amerického televizního seriálu Zoufalé manželky (Desperate Housewives, 2007).
Mike ale není pouze aktivním ve filmovém průmyslu, stal se z něj také respektovaný politický a společenský aktivista. Za tuto svou práci byl oceněn několika cenami. Jedním z jeho hlavních témat je boj proti trestu smrti. Mike Farrell je mluvčím CONCERN/America, spolupředsedou Human Rights Watch v Kalifornii, prezidentem Death Penalty Focus, členem California State Commission on Judical Performance atd.
V letech 1963 až 1983 byl Mike Farrell ženatý s herečkou a scenáristkou Judy Hayden, která se objevila v seriálu M*A*S*H v několika epizodách v rolích různých zdravotních sester. Z tohoto manželství má dvě děti. Syn Michael Joshua (* 1970) je učitel bojových umění a dcera Erin (* 1973) pracuje v Los Angeles v kanceláři Jesse Jacksona a je také kostýmní návrhářkou u filmu. Dne 31. prosince 1984 se Mike Farrell oženil podruhé. Jeho manželkou se stala bývalá dětská hvězda, herečka a zpěvačka Shelley Fabares, známá z filmů s Elvisem Presleym. Jejich manželství trvá dodnes. Společně si zahráli ve filmu Memorial Day (1983) nebo jedné epizodě seriálu Coach (1989–1997), v animovaném seriálu Superman (1996–1999) a dvou epizodách Justice League (2001–2004) namluvili manžele Kentovi.

## Filmografie

### Herec
1. Out at the Wedding (2007) – Louis
2. Desperate Housewives (2004 - ) – Milton Lang
  - Welcome to Kanagawa (# 4.10) (6. 1. 2008)
  - Now I Know, Dont Be Scared (# 4.06) (4. 11. 2007)
  - Getting Married Today (# 3.23) (20. 5. 2007)
3. Superman: Brainiac Attacks (2006) (V) – Jonathan Kent (hlas)
4. Smith (2006) – Dr. Breen
  - Six (# 1.6) (2006)
5. Kobylky: Den zkázy (Locusts; 2005)(TV) – Lyle Rierden
6. Justice League (2001–2004) – Pa Kent (hlas)
  - For the Man Who Has Everything (# 3.2) (7. 8. 2004)
  - Comfort and Joy (# 2.23) (13. 12. 2003)
7. The Clinic (2004)(TV) – Dr. Cyrus Gachet
8. The Crooked E: The Unshredded Truth About Enron (2003) (TV) – Kenneth Lay
9. Providence (1999–2002) TV seriál – Dr. James Hansen
10. Superman (1996–1999) TV seriál – Jonathan Kent (hlas)
  - Unity (# 3.10)(15. 5. 1999)
  - Little Girl Lost: Part 1 (# 2.28) (2. 5. 1998)
  - The Late Mr. Kent (# 2.22)(1. 11. 1997)
  - Father's Day (# 2.15)(3. 10. 1997)
  - World's Finest: Part 2 (1997)
  - Mxyzpixilated (# 2.8)(20. 9. 1997)
  - The Last Son of Krypton III. (# 1.3)(6. 9. 1996)
  - The Last Son of Krypton II. (# 1.2)(6. 9. 1996)
  - The Last Son of Krypton I. (# 1.1)(6. 9. 1996)
11. Sins of the Mind (1997)(TV) - William Widener
12. Vows of Deception (1996)(TV) - Clay Spencer
13. The Killers Within (1995) - Congressman Clayton
14. The Monroes (1995) TV seriál - Eric Tustin (steve)
  - Emission Control (# 1.4)(5. 10. 1995)
15. Hart to Hart: Old Friends Never Die (1994)(TV) - Frank Crane
16. Southeast Asia: Spirits of the Yellow Leaf (1994)(TV) - Vypravěč (hlas)
17. Children at Risk: Ritual Abuse in America (1992)(TV) - Vypravěč (hlas)
18. No Grapes (1992)(V) – Vypravěč (hlas)
19. Silent Motive (1991)(TV) - Det. Paul Trella
20. Matlock (1986 - 1995) TV seriál - Soudce David Bennett
  - The Trial: Part 2 (#5.19)(26. 2. 1991)
  - The Trial: Part 1 (# 5.18)(19. 2. 1991)
21. The Whereabouts of Jenny (1991)(TV) - Van Zandt
22. Murder, She Wrote (1984 - 1996) TV seriál - Drew Borden
  - The Family Jewels (# 7.5)(4. 11. 1990)
23. Coach (1989 - 1997) TV seriál - Jeffrey
  - A Jerk at the Opera (# 2.19)(17. 4. 1990)
24. The Price of the Bride (1990)(TV) - Joe Roth
25. Incident at Dark River (1989)(TV) - Tim McFall
26. A Deadly Silence (1989)(TV) - Atty. Gianelli
27. UFO… The Unsolved Mystery (1989)(TV) - Vypravěč
28. Vanishing Act (05/04/1986)(TV) - Harry Kenyon
29. Private Sessions (1985)(TV) - Dr. Joe Braden
30. J.F.K.: A One-Man Show (1984)(TV) - John Fitzgerald Kennedy
31. Choices of the Heart (1983)(TV) - Ambassador Robert E. White
32. Memorial Day (23/05/1983)(TV) - Matt Walker
33. M*A*S*H: Goodbye, Farewell and Amen (1983)(TV) - kapitán B. J. Hunnicut
34. Prime Suspect (1982)(TV) - Frank Staplin
35. The Body Human: Becoming a Man (1981)(TV) - Průvodce
36. El Salvador: Another Vietnam (1981)(TV) - Vypravěč
37. Father Damien: The Leper Priest (1980)(TV) - Robertson
38. Letters from Frank (1979)(TV) - Richard Miller
39. Sex and the Single Parent (1979)(TV) - George
40. Battered (1978) (TV) - Michael Hawks
41. McNaughton's Daughter (1976)(TV) - Colin Pierce
42. M*A*S*H (1972 - 1983) - Captain B. J. Hunnicut (1975 - 1983)
43. Hollywood Television Theatre (1974 - 1975) TV seriál - Paul Osgood
  - Ladies of the Corridor (# 1.11)(13. 4. 1975)
44. Marcus Welby, M.D. (1969 - 1976) TV seriál - Mr. Ferra
  - Hell Is Upstairs (# 6.10)(19. 11. 1974)
45. Harry O (1974 - 1976) TV seriál - Cole Harris
  - Material Witness (# 1.10)(14. 11. 1974)
46. Ironside (1967 - 1975) TV seriál - Len Parsons
  - Cross Doublecross (# 8.5)(10. 10. 1974)
47. The Six Million Dollar Man (1974 - 1978) TV seriál - David Tate
  - The Pioneers (# 2.2)(20. 9. 1974)
48. The New Land (1974) TV seriál - ?
  - The Word Is: Persistance (# 1.1)(19. 9. 1974)
49. Live Again, Die Again (1974)(TV) - James Carmichael
50. The Questor Tapes (1974)(TV) - Jerry Robinson
51. Owen Marshall: Counselor at Law (1971 - 1974) TV seriál - Blair
  - The Camerons Are a Special Clan (1973)
  - Hour of Judgment (1972)
52. She Cried Murder (1973)(TV) - Walter Stepanic
53. The Rookies (1972 - 1976) TV seriál - Frank Essex
  - The Wheel of Fortune (# 1.20)(19. 2. 1973)
54. Love, American Style (1969 - 1974) TV seriál - ?
  - Love and the Hand Maiden/Love and the Hot Spell/Love and the Laughing Lover/Love and the Perfect Setup (# 4.18)(2. 2. 1973)
55. Banacek (1972 - 1974) TV seriál - Jason Trotter
  - The Greatest Collection of Them All (# 1.7)(24. 1. 1973)
56. Wide World of Mystery (1973 - 1976) TV seriál - Steven
  - Nightmare Step (# 1.14)(27. 3. 1973)
57. Ghost Story (1972 - 1973) TV seriál - Frank Simmons
  - Elegy for a Vampire (# 1.10)(1. 12. 1972)
58. Bonanza (1959 - 1973) TV seriál - Dr. Will Agar
  - The Hidden Enemy (# 14.9)(28. 11. 1972)
59. Cannon (1971 - 1976) TV seriál - Ron
  - Stakeout (# 2.5)(11. 10. 1972)
60. Marcus Welby, M.D. (1969 - 1976) TV seriál - ?
  - Love Is When They Say They Need you (# 4.2)(19. 9. 1972)
61. The Longest Night (1972)(TV) - Wills
62. The Sixth Sense (1972) TV seriál - Dr. Gil Clarke
  - Witch, Witch, Burning Bright (# 1.8)(11. 3. 1972)
63. The Bold Ones: The New Doctors (1969 - 1973) TV seriál - Dr. Vic Wheelwright
  - Discovery at Fourteen (# 3.11)(5. 3. 1972)
64. Sarge (1971 - 1972) TV seriál - Steve
  - A Terminal Case of Vengeance (# 1.1)(21. 9. 1971)
65. The Man and the City (1971 - 1972) TV seriál - Andy Hays
66. The Interns (1970 - 1971) - Doctor Sam Marsh
67. Mannix (1967 - 1975) TV seriál - Clay Riegles
  - Blind Mirror (# 3.17)(24. 1. 1970)
68. Worthy to Stand (1969) - Fred Washburn
69. Lassie (1954 - 1974) TV seriál - Joe
  - What Price Valor II. (# 15.16)(19. 1. 1969)
  - What Price Valor I. (# 15.15)(12. 1. 1969)
70. Days of Our Lives (1965) TV Series - Scotty Banning #2 (1968-1970)
71. Panic in the City (1968) - Dick Blaine (as Michael Farrell)
72. Dayton's Devils (1968) - Naval Officer
73. Targets (1968) - Man in phone booth
74. Countdown (1968) - Houston engineer (uncredited)
75. Daniel Boone (1964 - 1970) TV seriál - American Officer #1
  - Fort New Madrid aka the Spanish Fort (# 4.20)(15. 2. 1968)
76. I Dream of Jeannie (1965 - 1970) TV seriál - Astronaut Arland
  - Genie, Genie, Who's Got the Genie? (# 3.16)(16. 1. 1968)
77. The Doomsday Machine (1967) - Reporter
78. The Graduate (1967) - Bellhop in Hotel Lobby (uncredited)
79. Combat! (1962 - 1967) TV seriál - Doctor
  - The Bankroll (# 5.13)(13. 12. 1967)
80. Garrison's Gorillas (1967 - 1968) TV seriál - The Captain
  - Black Market (# 1.13)(28. 11. 1967)
81. Custer (1967) - Trooper
  - Desperate Mission (# 1.9)(8. 11. 1967)
82. The Monkees (1966 - 1968) TV seriál - Agent Modell
  - Monkees Chow Mein (# 1.26)(18. 3. 1967)
83. Lassie (1954 - 1974) TV seriál - Ranger
  - Never Look Back (# 13.22)(26. 2. 1967)
84. Ensign O'Toole (1962 - 1964) TV seriál - Ferguson
  - Operation: Physical (# 1.3)(7. 4. 1963)
85. McHale's Navy (1962 - 1966) TV seriál - Gunner
  - Washing Machine Charlie (# 1.22)(14. 3. 1963)

### Producent
1. M*A*S*H: 30th Anniversary Reunion (2002)(TV)(executive producer)
2. Patch Adams (1998)(producer)
3. Sins of the Mind (1997)(TV)(executive producer)
4. Silent Motive (1991)(TV)(producer)
5. Incident at Dark River (1989)(TV)(producer)
6. Dominick and Eugene (1988)(producer)
7. Memorial Day (1983)(TV)(producer)
8. Citizen: The Political Life of Allard K. Lowenstein (1983)(executive producer)

### Režisér
1. Run Till You Fall (1988)(TV)
2. M*A*S*H (1972 - 1983)
  - Strange Bedfellows (1983)
  - Death Takes a Holiday (1980)
  - War Co-Respondent (1980)
  - Heal Thyself (1980)
  - Ain't Love Grand (1979)

### Scenárista
1. Whose War? (2006)
2. Incident at Dark River (1989)(TV)(story)
3. M*A*S*H (1972 - 1983)
  - Run for the Money (1982)(story)
  - Ain't Love Grand (1979)
4. Ebony, Ivory and Jade (1979)(TV)(story)

### Televizní speciály
1. Tavis Smiley (2004 - ) Talk show - Sám sebe
  - Guest: Kerry Max Cook & Mike Farrell (8. 3. 2007)
  - Guest: Michelle Yeoh & Mike Farrell (12. 12. 2005)
2. Whose War? (2006) – Sám sebe
3. E! True Hollywood Story (1996 - ) TV seriál - Sám sebe
  - Michael J. Fox (# 10.14)(4. 9. 2006)
4. Larry King Live (1985 - ) Talk show- Sám sebe
  - Guest: Mike Farrell, Mark Geragos, Jennifer Lee, Dennis Prager, Helen Prejean, Anthony Robbins & Ted Rowlands (12. 12. 2005)
5. Your World w/ Neil Cavuto (1996 - ) TV seriál - Sám sebe
  - Guests: Barbara Corcoran, Mike Farrell, Ben Stein & Lis Wiehl (8. 11. 2005)
6. E!'s 101 (2003 - ) TV ? - Interviewee
  - Most Awesome Moments in Entertainment 40 - 21 (# 2.9)(20. 10. 2004)
7. Today Show () Talk show - Sám sebe
  - Guest: Alan Alda, Jamie Farr, Gary Burghoff, William Christopher, Larry Gelbart, Loretta Swit & Mike Farrell (11. 5. 2004)
8. CBS at 75 (2003)(TV) - Sám sebe
9. M*A*S*H: 30th Anniversary Reunion (2002)(TV) - Sám sebe/Capt. B.J. Hunnicutt (archivní záběry)
10. Open House with Gloria Hunniford (1999 - ) Talk Show - Sám sebe
  - Guest: Mike Farrell & Allison Pearson (22. 7. 2002)
11. M*A*S*H: TV Tales (2002)(TV) - Sám sebe
12. Pollitically Incorrect (1994 - 2002) Talk show - Sám sebe
  - Guest: Charlotte Ross, Dana Rohrbacher, Phil Little & Mike Farrell (20. 11. 2001)
  - Guest: Dennis Miller, Ann Richards, Ann Coulder (23. 1. 1997)
13. TV Guide's Truth behind the Sitcoms 3 (2000)(TV) - Sám sebe
14. The '70s: The Decade That Changed Television (2000)(TV) - Hostitel
15. The Howard Stern Radio Show (1998 - 2001) Talk show - Sám sebe
  - Guest: David Cone, James Earl Jones, Burt Reynolds, Barry Williams & Mike Farrell (6. 11. 1999)
16. The Vatican Revealed (1999)(TV) - Vypravěč (hlas)
17. The Medical Value of Laughter (1999)(V) - ?
18. Behind the Laughs (1998)(TV) - Hostitel
19. 187: Documented (1997) - Voice
20. Biography (1987 - ) - Sám sebe
  - Alan Alda: More Than Mr. Nice Guy ()(2. 9. 1997)
21. Hanged on a Twisted Cross (1996) - Dietrich Bonhoeffer
22. On a Collision Course with Earth (1995)(TV) - Hostitel
23. Cathedrals in the Sea (1993)(TV) - Hostitel
24. Vanishing Dawn Chorus (1992)(TV) - Vypravěč (hlas)
25. Memories of M*A*S*H (1991)(TV) - Sám sebe/Capt. B.J. Hunnicutt (archivní záběry)
26. La Lucha (1989)(TV) - Hostitel
27. UFO Cover-Up?: Live! (1988)(TV) - Sám sebe
28. Of Thee We Sing (1987)(TV) - Hostitel
29. To Live for Ireland (1986)(TV) - Vypravěč (hlas)
30. The American Century (1986)(TV) - Vypravěč (hlas)
31. The New $ 25.000 Pyramid (1982 - 1988) Game show - Sám sebe
  - Guest: Mike Farrell & Betty White (26. 3. 1984)
32. Child Sexual Abuse: What Your Children Should Know (1984)(TV) - Hostitel
33. The Body Human: Becoming a Man (1981)(TV) - ?
34. El Salvador: Another Vietnam (1981) - Vypravěč
35. Karamoja Calls (1981)(TV) - Vypravěč (hlas)
36. Good Evening, Captain (1981)(TV) - Sám sebe
37. Making 'M*A*S*H' (1981)(TV) - Sám sebe
38. The Tonight Show Starring Johnny Carson (1962 - 1992) Talk show - Sám sebe
  - Guest: Phyllis George, Sean Morey, Jerzy Kosinski & Mike Farrell (10. 1. 1980)
  - Guest: Dr. Joyce Brothers, Bonnie Franklin, Larry Adler, David Letterman & Mike Farrell (4. 12. 1979)
39. The Mike Douglas Show (1961 - 1982) Talk show - Sám sebe
  - Guest: Mike Farrell & Jerry Brown (19. 6. 1979)
  - Guest: Jamie Farr, Phyllis Diller, Anita Bryant, Pat Cooper, The Spinners, William Christopher, Mike Farrell, Bobby Riggs (10. 2. 1976)
40. The $ 20.000 Pyramid (1976 - 1980) Game show - Sám sebe
  - Guest: Loretta Swit, Alan Feinstein, Judy Farrell, Mike Farrell, Sandy & John Gabriel, Tess & Sal Viscuso (19. 2. 1979)
  - Guest: Adrienna Barbeau & Mike Farrell (6. 3. 1978)
  - Guest: Pat Carrole & Mike Farrell (30. 5. 6. 1977)
  - Guest: Carol Lawrence & Mike Farrell (21. 3. 1977)
  - Guest: Rita Moreno & Mike Farrell (31. 1. 1977)
  - Guest: Adrienna Barbeau & Mike Farrell (18. 10. 1976)
  - Guest: Peggy Cass & Mike Farrell (19. 7. 1976)
  - Guest: Lynn Redgrave & Mike Farrell (10. 5. 1976)
  - Guest: Barbara Feldon & Mike Farrell (9. 2. 1976)
41. The $ 25.000 Pyramid (1974 - 1979) Game show - Sám sebe
  - Guest: Caren Kaye & Mike Farrell (10. 2. 1979)
  - Guest: Lynn Redgrave & Mike Farrell (18. 1. 1978)
  - Guest: Kate Jackson & Mike Farrell (5. 10. 1977)
  - Guest: Anita Gillette & Mike Farrell (2. 2. 1977)
  - Guest: Loretta Swit & Mike Farrell (10. 9. 1976)
42. Battle of the Network Stars II. (02/28/1977)(TV) - Sám sebe (člen týmu CBS)
43. Dinah! (1974 - 1981) Talk show - Sám sebe
  - Guest: Jamie Farr, Stella Parton, Tom Sullivan, Tom Dreesen, Mike Farrell (17. 12. 1977)
  - Guest: Mike Farrell, Chuck Berry, Geoff Edwards, Lonnie Schorr, Janice Lynde (25. 8. 1976)
  - Guest: Loretta Swit, Jamie Farr, Mike Farrell, Gary Burghoff, Harry Morgan, Larry Linville, Alan Alda (6. 11. 1975)
44. Tattle Tales (1974 - 1984) Game show - Sám sebe
  - Guest: Mike & Judy Farrell, Steve & Cyndy Garvey, Pat & Yaki Morita (23. 12. 1975)
45. Showoffs (1975) Game show - Sám sebe
  - Guest: Mike Farrell, Dr. Joyce Brothers, Dick Gautier & Karen Morrow (28. 11. 1975)

## Ocenění
- 2007: Public Activist Award

Citizen Activist Award
Civil Liberties Champion Award
National Association of Criminal Defense Lawyers (NACDL) Humanitarian Award
- 2006: L.A. Chapter, National Lawyers Guild Award

Humanitarian Award
Doctors of Laws, Honoris Causa
"The First Annual Mike Farrell Human Rights Award" DPF
- 2005: "Tavel-Resnick Award"
- 2004: "Donald Wright Award"

Doctor of Public Service, Honoris Causa
"Artivist Award for Human Rights Advocacy"
- 2003: Voices of Courage & Conscience

Outstanding Service Award
"ACLU of Southern CA 2003 Garden Party Award"
- 2002: The Stephen Donaldson Award

"2002 Gabriel Award for Personal Achievement"
"2002 Gleitsman Foundation Citizen Activist Award"
- 2001: 2001 Actors Integrity Award

PETA Humanitarian Award
- 2000: "Louis M. Brown Conflict Preventing Award"

"Board of Director's Award"
- 1999: "Role Model Award"

"Inaugural AKA Role Model Award"
- 1996: "Humanitarian Award"

"Valentine Davies Award"
- 1995: "Namaste Award"

Social and Political Activism Award
"Doctor of Humane Letters", Honoris Causa
- 1994: "Michael Doheny Humanitarian Award"
- 1993: "Norma Zarky Humanitarian Award"

"Golden Bell Award"
- 1992: "Partner's Award"

"Earl Warren Civil Liberties Awards"
- 1991: "Abolitionist Award"
- 1983: "Upton Sinclair Award"
- 1976: "The Christopher Award"